# AlphaFold
AlphaFold és un programa d'intel·ligència artificial (IA) desenvolupat per DeepMind, una filial d'Alphabet, que realitza prediccions de l'estructura de proteïnes. El programa està dissenyat com un sistema d'aprenentatge profund.
El programari AlphaFold AI ha tingut dues versions principals. Un equip d'investigadors que va utilitzar AlphaFold 1 (2018) va ocupar el primer lloc a la classificació general de la 13a avaluació crítica de predicció de l'estructura (CASP) el desembre de 2018. El programa va tenir èxit particular a l'hora de predir l'estructura més precisa per als objectius classificats com els més difícils pels organitzadors de la competició, on no hi havia estructures de plantilla existents a partir de proteïnes amb una seqüència parcialment similar.

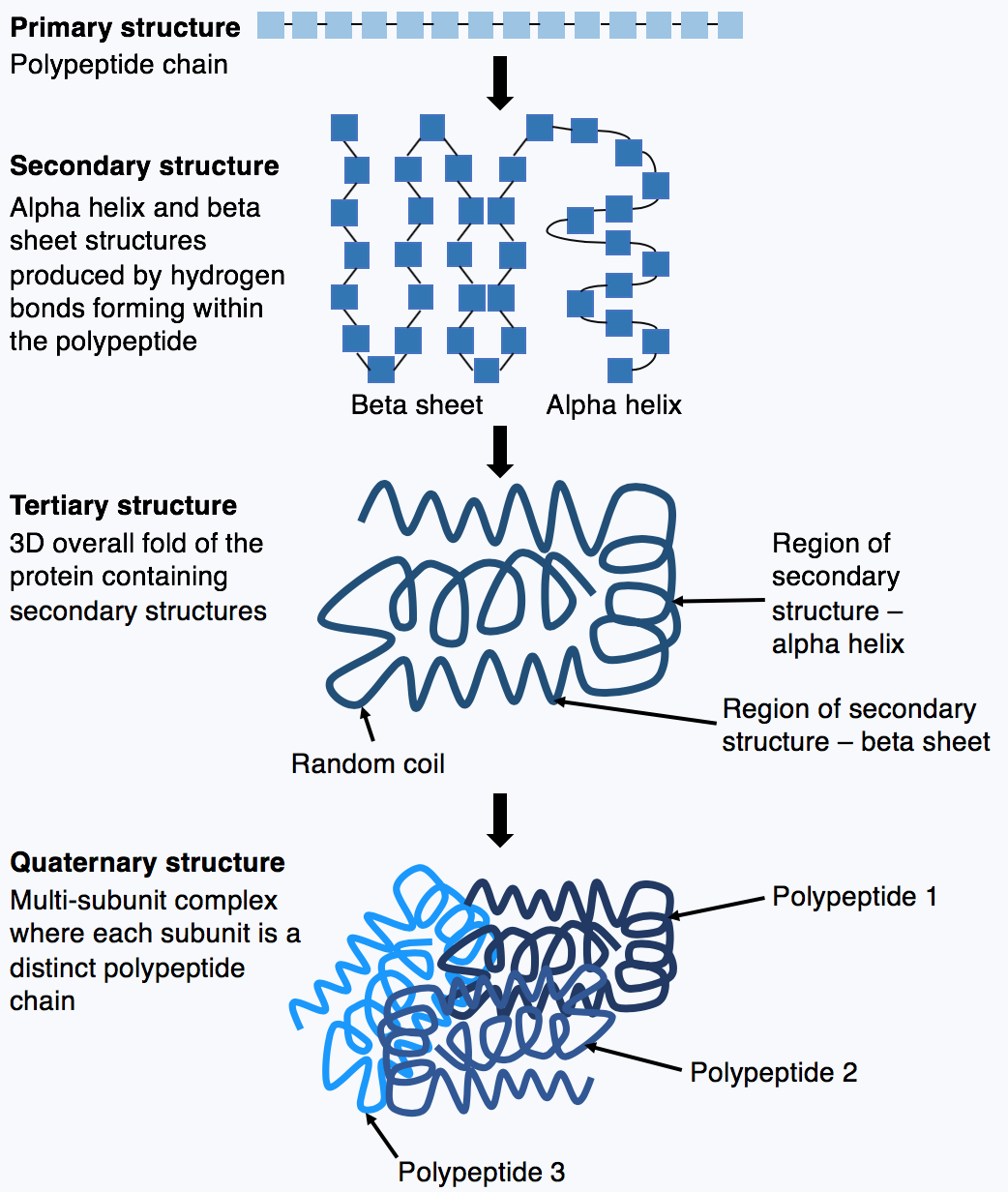
Les cadenes d'aminoàcids, conegudes com a polipèptids, es pleguen per formar una proteïna.

Un equip que va utilitzar AlphaFold 2 (2020) va repetir la col·locació a la competició CASP el novembre de 2020. L'equip va aconseguir un nivell de precisió molt superior al de qualsevol altre grup. Va obtenir una puntuació per sobre de 90 per al voltant de dos terços de les proteïnes a la prova de distància global (GDT) de CASP, una prova que mesura el grau en què l'estructura prevista d'un programa computacional és similar a l'estructura determinada per l'experiment de laboratori, amb 100 una coincidència completa. dins del tall de distància utilitzat per calcular GDT.
Els resultats d'AlphaFold 2 a CASP es van descriure com a "sorprenents" i "transformadors". Alguns investigadors van assenyalar que la precisió no és prou alta per a un terç de les seves prediccions i que no revela el mecanisme o les regles del plegament de proteïnes perquè el problema del plegament de proteïnes es consideri resolt. No obstant això, hi ha hagut un respecte generalitzat per l'assoliment tècnic.
El 15 de juliol de 2021, el document AlphaFold 2 es va publicar a Nature com a publicació d'accés avançat juntament amb programari de codi obert i una base de dades cercable de proteomes d'espècies.
Se sap que DeepMind ha entrenat el programa en més de 170.000 proteïnes d'un dipòsit públic de seqüències i estructures de proteïnes. El programa utilitza una forma de xarxa d'atenció, una tècnica d'aprenentatge profund que se centra a fer que la IA identifiqui parts d'un problema més gran i, a continuació, l'uneix per obtenir la solució global. La formació general es va dur a terme sobre una potència de processament entre 100 i 200 GPU. La formació del sistema en aquest maquinari va trigar "unes setmanes", després de les quals el programa trigaria "uns dies" a convergir per a cada estructura.
Demis Hassabis i John Jumper, de l'equip que va desenvolupar AlphaFold, van compartir la meitat del Premi Nobel de Química l'any 2024 pel seu treball sobre "la predicció de l'estructura de les proteïnes".